# Maurizio Mondelli
Maurizio Mondelli (Roma, 19 aprile 1935 – Roma, 14 maggio 2011) fu un dirigente sportivo italiano, nonché giocatore (nel ruolo di terza linea ala del Rugby Roma) e successivamente arbitro di rugby a 15 tra gli anni sessanta e settanta del XX secolo.
Ingegnere civile di professione, fu presidente della Federazione Italiana Rugby per tre mandati consecutivi dal 1984 al 1996 e consigliere CONI.

## Biografia
Studente al collegio San Raffaele di Roma, si formò rugbisticamente, nel ruolo di terza ala, nel CUS Roma per poi entrare nel Rugby Roma in cui rimase fino al 1956 disputandovi 15 incontri.
Smesso di giocare a 21 anni, si laureò in ingegneria civile alla "Sapienza" di Roma nel 1960, e a metà decennio riprese contatti con il mondo del rugby, dapprima come tecnico e poi come direttore di gara, incarico che ricoprì fino al 1975.
Rimase nell'orbita federale come consigliere della F.I.R. che rappresentò in sede F.I.R.A. (oggi Rugby Europe), la confederazione all'epoca alternativa all'International Rugby Football Board, della quale fu eletto vicepresidente.
Il 14 luglio 1984 assurse alla massima carica federale, la presidenza della F.I.R., che mantenne per i successivi due mandati; durante la sua presidenza l'Italia entrò nell'era della Coppa del Mondo e il rugby a 15 passò dal dilettantismo al professionismo.
In corso di mandato divenne anche consigliere del CONI.
Mondelli fu anche il primo consigliere F.I.R. in seno all'International Rugby Football Board dopo che l'organismo mondiale accettò la domanda d'ammissione dell'Italia tra i propri membri.
Un anno prima della fine del suo terzo mandato, il 2 settembre 1995, si dimise in polemica con alcune decisioni del proprio consiglio federale; tuttavia si ripresentò da candidato al congresso straordinario del novembre successivo in cui fu riconfermato presidente fino alla fine del mandato già ricoperto dal 1992; non si ripresentò l'anno successivo, appoggiando la candidatura dell'allora team manager della nazionale Giancarlo Dondi, che il 21 settembre 1996 gli succedette e lo nominò presidente onorario dopo l'entrata in carica; grazie all'opera svolta come consigliere del CONI, lasciò a Dondi una federazione dotata di fondi per finanziare l'attività di alto livello contro le nazionali di prima fascia. 
A lui si deve anche l'ingresso, effettivo dal 2000 e annunciato nel torneo del 1998, dell'Italia nel 6 nazioni, inizialmente limitato alle squadre anglosassoni e alla Francia.  Un lavoro politico svolto a livello internazionale e poi coronato durante la presidenza che seguì quella di Maurizio Mondelli.
Morì il 14 maggio 2011 presso il policlinico Gemelli di Roma, dov'era ricoverato; sei mesi dopo la sua scomparsa, la famiglia donò al museo del rugby di Artena tutta l'oggettistica ricevuta in omaggio da Mondelli durante il suo mandato da presidente della F.I.R..